# Dia Mundial de la Justícia Internacional
El Dia Mundial de la Justícia Internacional, també anomenat Dia de la Justícia Penal Internacional o Dia Internacional de la Justícia, és un dia internacional celebrat a tot el món el 17 de juliol com a part d'un esforç per reconèixer el sistema emergent de dret penal internacional. El 17 de juliol és la data d'adopció del tractat que va crear el Tribunal Penal Internacional. L'1 de juny de 2010, a la Conferència de revisió de l'Estatut de Roma celebrada a Kampala (Uganda), l'Assemblea dels Estats membres va decidir celebrar el 17 de juliol com a Dia de la Justícia Penal Internacional.
Cada any, persones de tot el món utilitzen aquest dia per organitzar esdeveniments de promoció del dret penal internacional, especialment el suport al Tribunal Penal Internacional.